# Chandragupta Maurya
Chandragupta Maurya a fost fondatorul și împărat al imperiului Maurya din India și a trăit între anii 350-295 î.Hr. El s-a născut în anul 350 î.Hr., iar în anul 321 a ajuns la putere în regiunea Magadha (nord-estul Indiei).
În acelaș an, cu forțe proprii, a detronat dinastia Nanda și a devenit fondatorul dinastiei Maurya și al marelui imperiu Maurya. Împăratul Chandragupta a cucerit multe teritorii noi din India, combinând regate mai mici și unindu-le sub controlul său. În doar zece ani tot nordul Indiei era sub controlul său. Imperiul Maurya din vremea lui Chandragupta cuprindea și părți din Imperiul Macedonean al lui Alexandru cel Mare. Chandragupta a încheiat o alianță cu seleucizi, prin care încheiau ostilitățile, iar seleucizii renunțau la pretențiile de a conduce nordul Indiei. În schimbul a 500 de elefanți de război, Seleucus I Nicator a cedat teritoriile dintre Indus și Hindukuș și i-a dar fiica de soție.

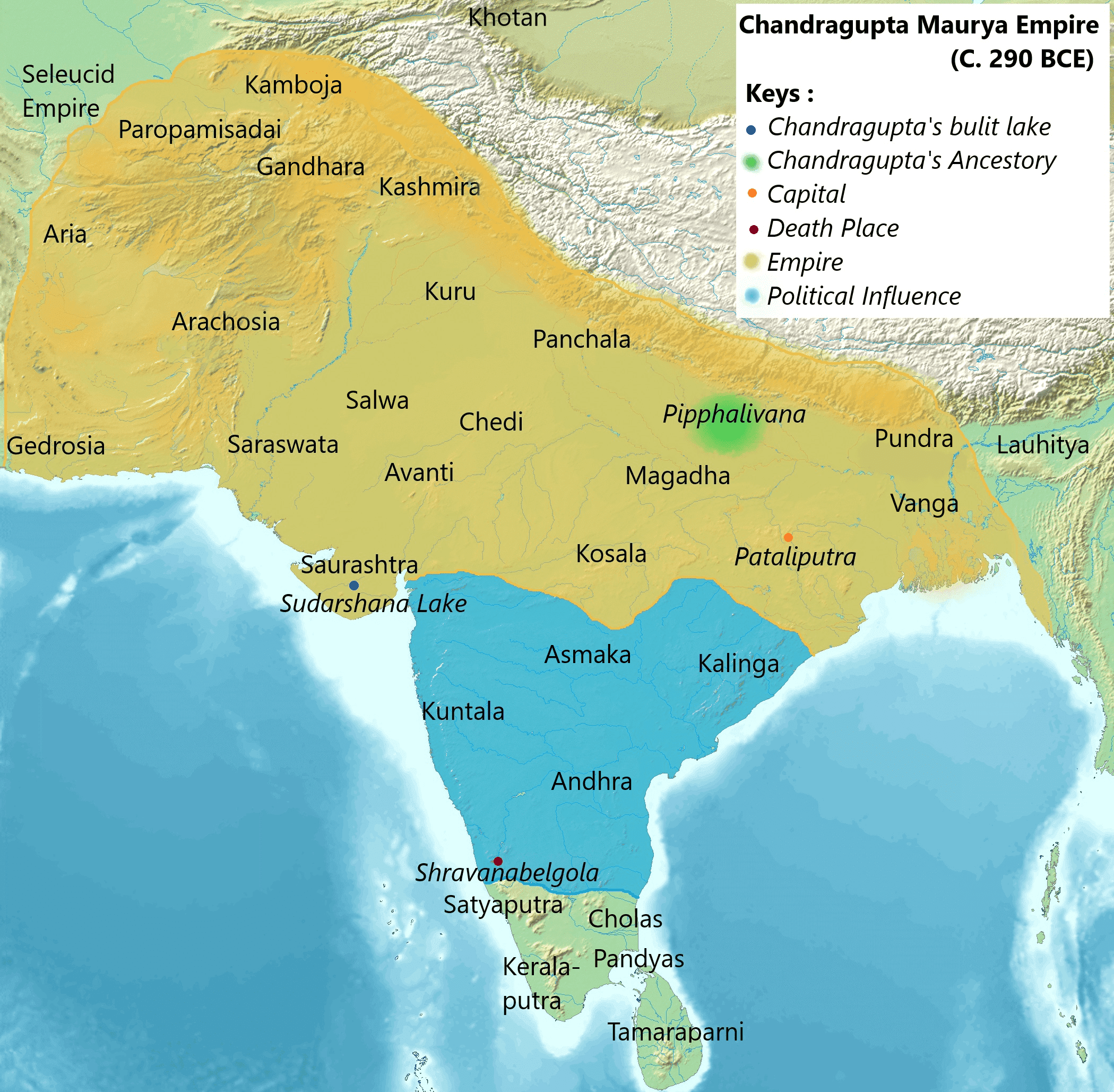
Imperiul Chandragupta Maurya c.290 î.Hr.

Tot Chandragupta a creat o administrație inspirată după modelul administrației persane a ahemenizilor. Un rol foarte important în construirea sistemului său centralizat l-a avut ministrul său, Chanakya, care a scris unul dintre cele mai bune tratate de politică, administrație și economie, tratat numit Arthashastra. Chandragupta și-a stabilit capitala în orașul Pātaliputra. Sub conducerea lui agricultura și comerțul au înflorit. A abdicat în 298 î.Hr. în favoarea fiului său Bindusara și a murit în jurul anului 295 î.Hr din cauza unui post prelungit. Convertit la jainism, și-a petrecut ultimele zile în penitență pentru foametea cumplită care îi lovise poporul, îndurerat fiind că nu putuse să o împiedice.